# Église Saint-Martin de Beuvraignes
L'église Saint-Martin de Beuvraignes est située sur le territoire de la commune de Beuvraignes, au sud-est du département de la Somme.

## Historique
L'église Saint-Martin du XVIe siècle ayant été détruite pendant la Première Guerre mondiale, fut reconstruite en 1930 sur les plans des architectes Charles Duval et Emmanuel Gonse.

## Caractéristiques

### Extérieur
L'édifice est construit en béton armé qui forme l'ossature du bâtiment et en brique de parement. Le porche est précédé d'un avant-corps, une statue de saint Martin partageant son manteau a été placée dans une niche au-dessus de l'ouverture qui permet d'accéder au sanctuaire. Une tour-clocher élancée flanque l'édifice sur le côté sud de l'entrée. Elle est coiffée d'un toit d'ardoise en pointe.

### Intérieur
L'intérieur de l'édifice est recouvert d'un enduit jaune. Un Christ en croix et un maître-autel en pierre sont les éléments principaux du mobilier liturgique.
L'église a été dotée en 1956 d'un ensemble de verrières réalisées par Pauline  Peugniez,,,,,, et Jean Hébert-Stevens peintres-verriers.

## Photos

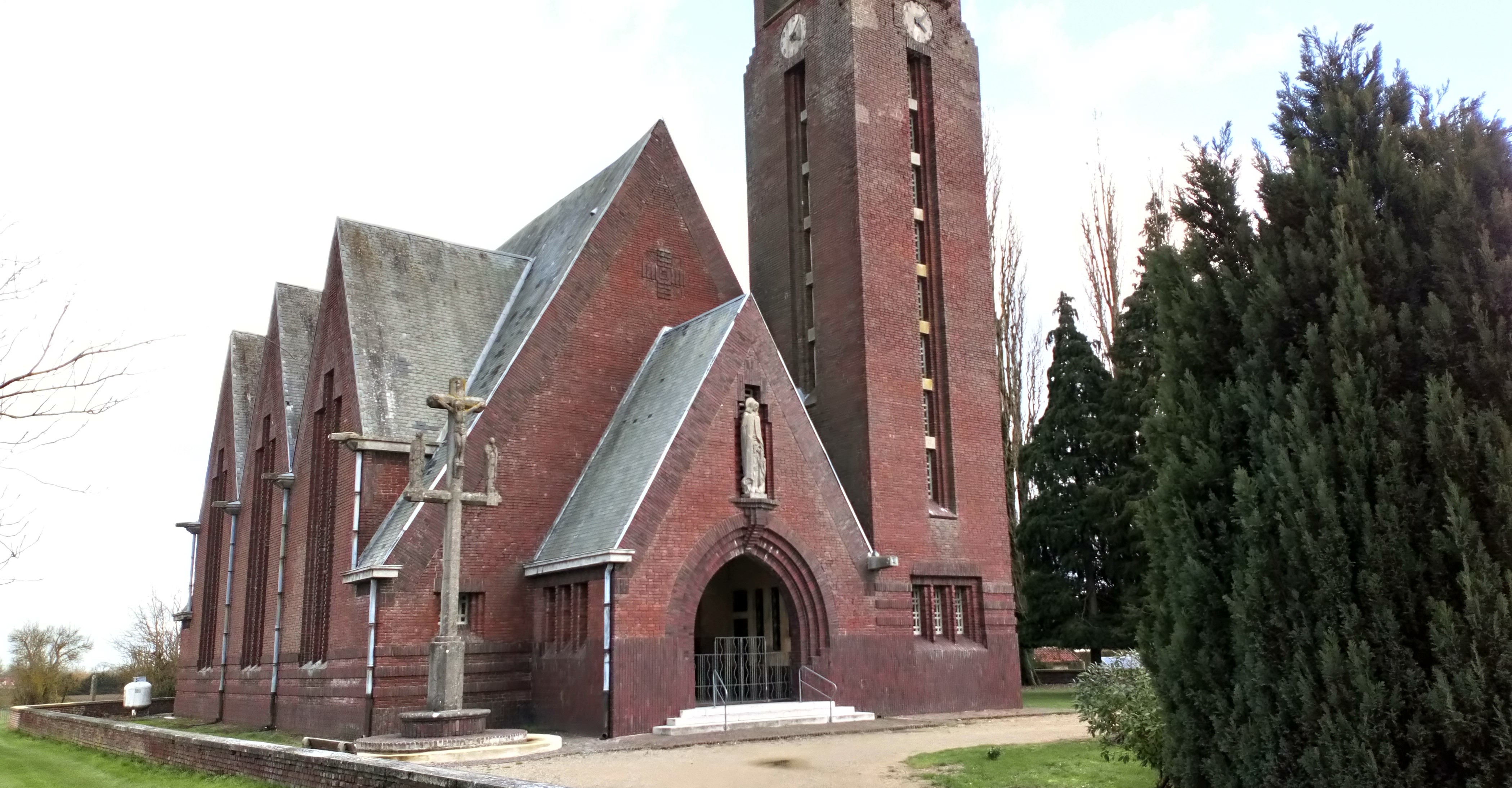
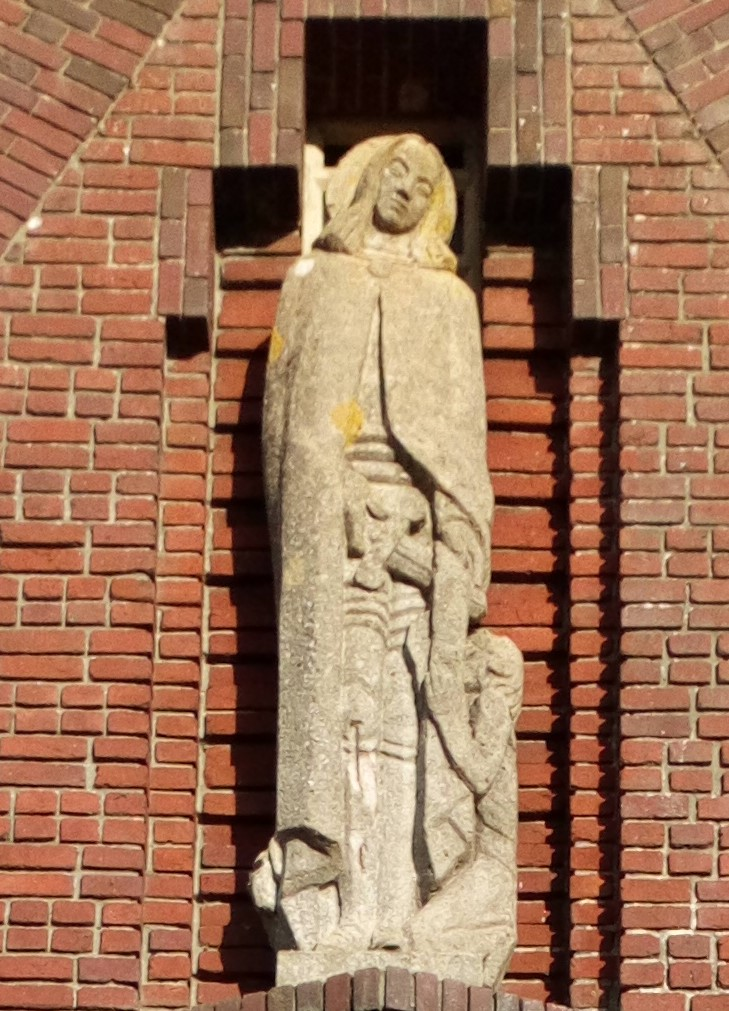
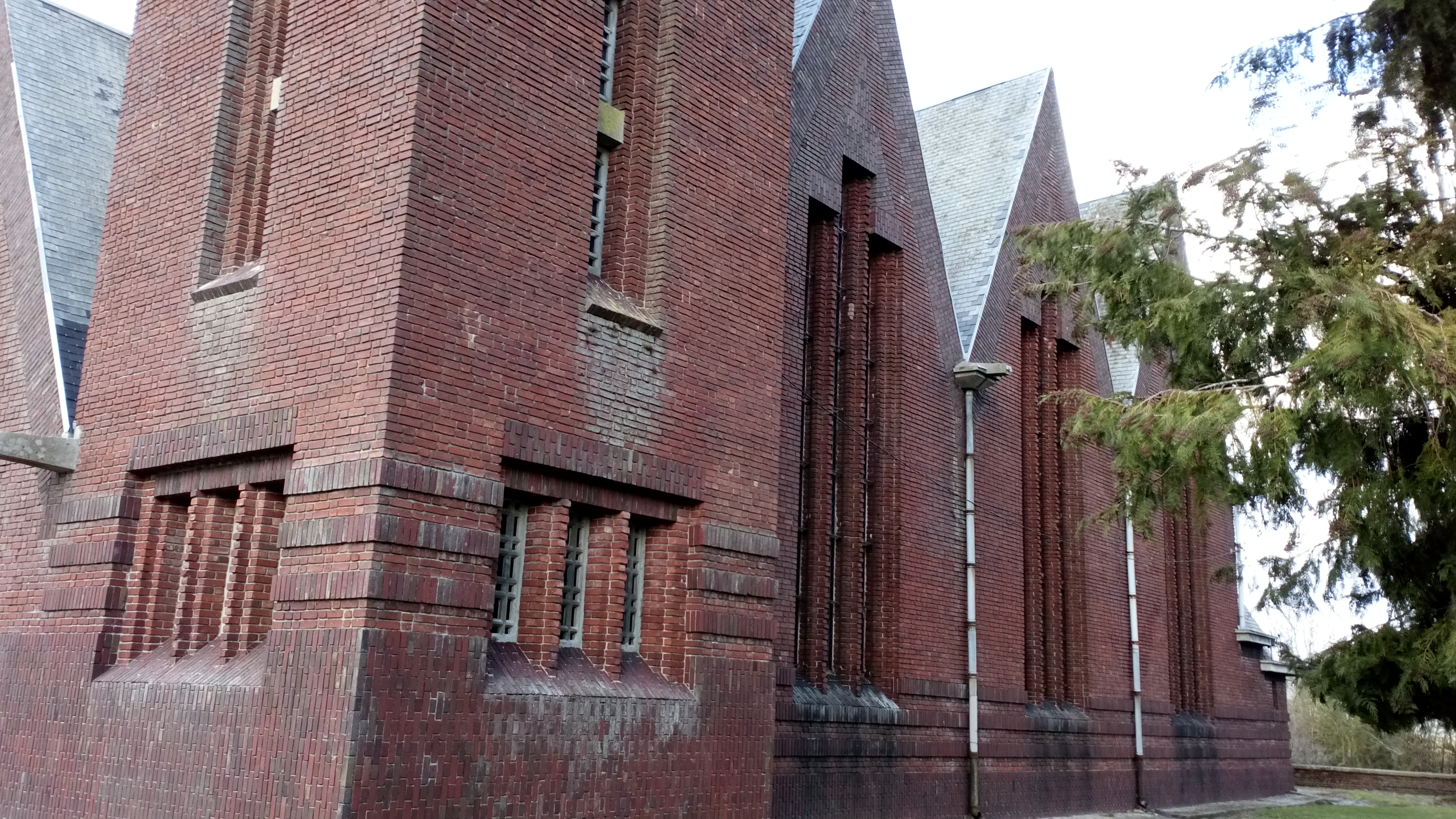